# Закон Долло
Закон необратимости эволюционных процессов — закон, сформулированный в 1893 году бельгийским палеонтологом Луи Долло, позднее получивший его имя.
Закон необратимости эволюции Л. Долло: организм (популяция) не может вернуться к первоначальному виду, от которого он произошел, даже если ему вернуть первоначальную среду и условия обитания. Пример: если климат на планете вдруг станет теплым и влажным, как в мезозойскую эру, динозавры на Земле все равно не появятся.
Согласно гипотезе учёного, однажды утраченный в процессе эволюционного развития орган или признак не восстановится в процессе последующего филогенетического развития. Тем не менее, впоследствии у закона Долло обнаружились исключения: так в 2003 году Майкл Уайтинг (англ. Michael F. Whiting) показал, что некоторые насекомые, принадлежащие к отряду палочников, в процессе эволюции потерявшие крылья, позднее вновь их приобрели. Другим исключением является полнозубая квакша, имеющая зубы на обеих челюстях. Доказано, что нижние зубы отсутствовали уже у предка всех современных лягушек около 230 млн лет назад, и возникли заново у этого вида 5—17 млн лет назад.